# Amas de quasars

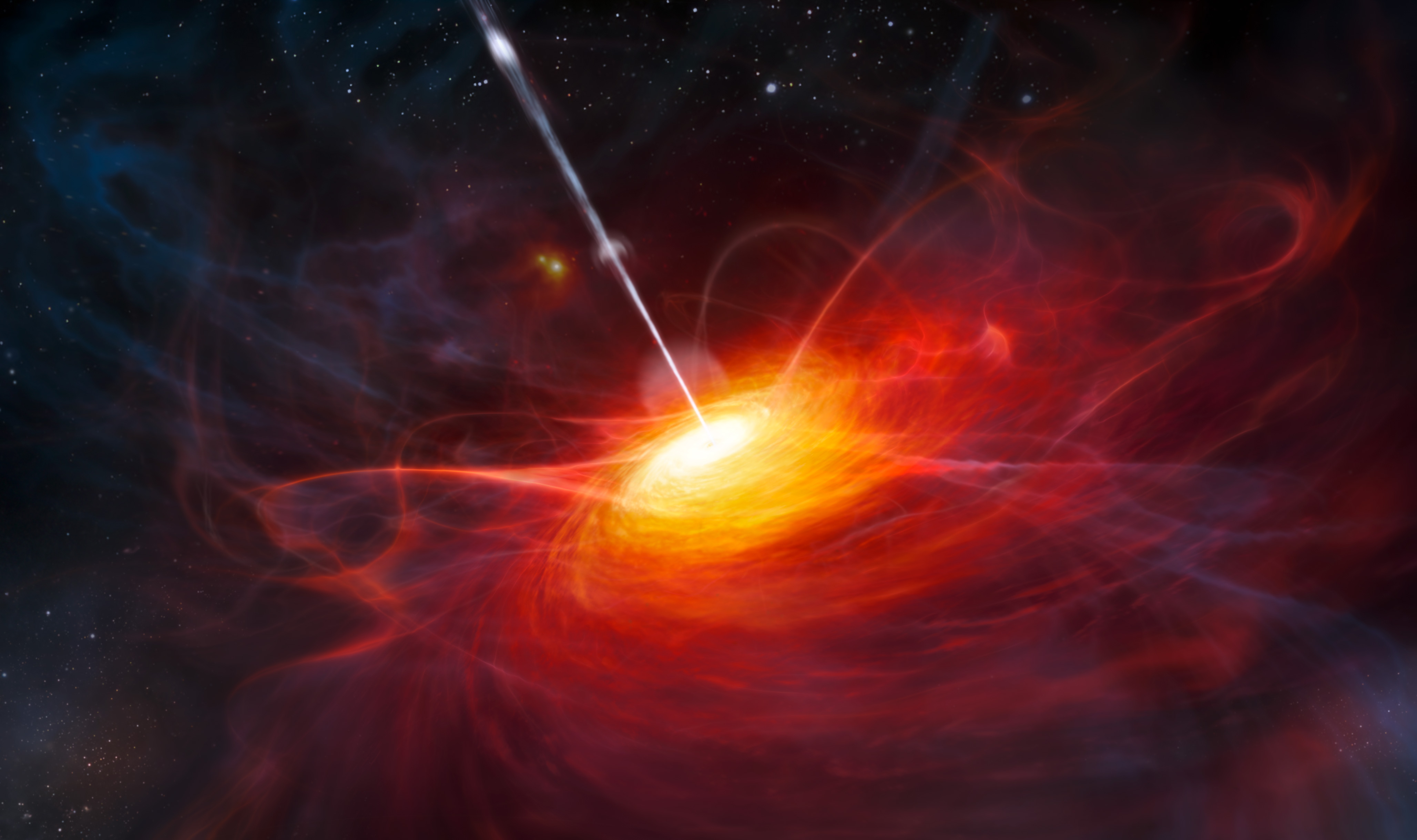
Reproduction artistique d'un quasar unique alimenté par un trou noir d'une masse deux milliards fois celle du Soleil

Un amas de quasars (en anglais : large quasar group) est un groupe de quasars qui constituerait les plus grandes structures astronomiques de l'univers connu. On les croit les précurseurs des filaments galactiques trouvés dans l'univers relativement proche.
Le 11 janvier 2013, l'université du Lancashire central annonça la découverte du Huge-LQG, le déclarant de loin la plus grande structure de l'Univers, ayant une largeur minimale de 1,4 milliard d'années-lumière jusqu'à une largeur maximale de 4 milliards d'années-lumière, et comportant soixante-treize quasars. Selon le chercheur et auteur Roger Clowes, on croyait de telles structures théoriquement impossible. On estimait que les structures cosmologiques ne dépassait pas une taille d'environ 1,2 milliard d'années-lumière.